# Копсель (Меганом)

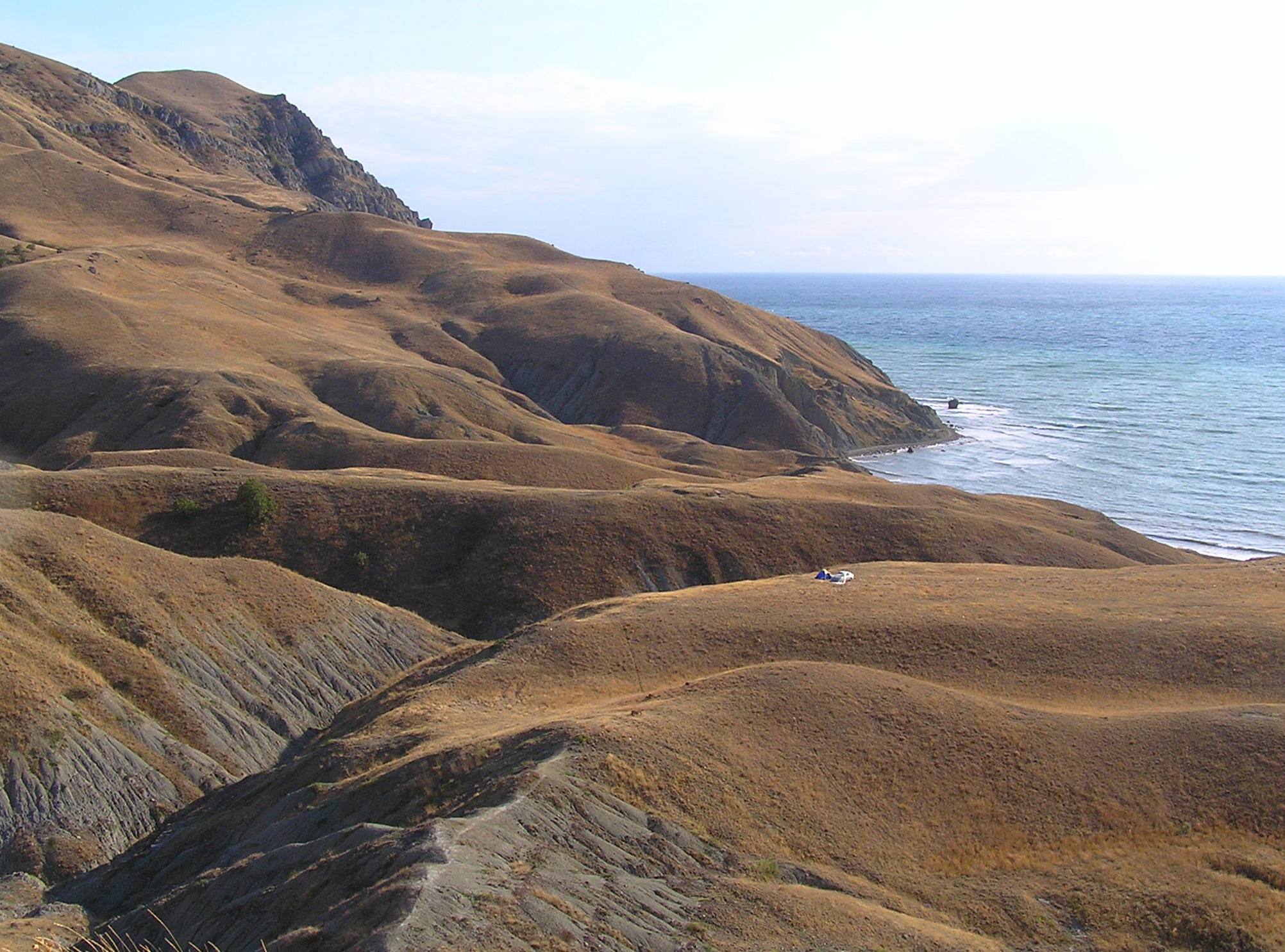
Меганом. Західні схили.

Копсель — обширна горбиста прибережна місцевість з бідною рослинністю, порізана ярами. Географічно розташована у західній частині півострова Меганом, Крим.